# اولهسوند
اولهسوند (به لاتین: Ålesund) یک منطقهٔ مسکونی در نروژ است که در السوند واقع شده‌است. اولهسوند ۲۸٫۲۲ کیلومتر مربع مساحت و ۵۲٬۶۲۶ نفر جمعیت دارد و ۲۰ متر بالاتر از سطح دریا واقع شده‌است.

## نگارخانه

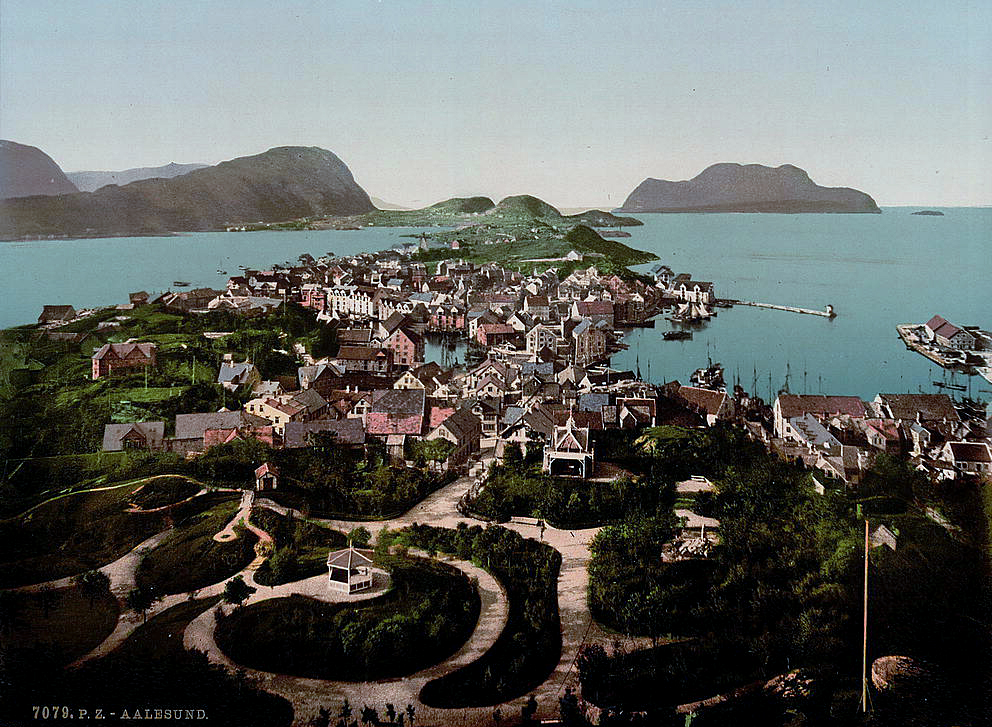
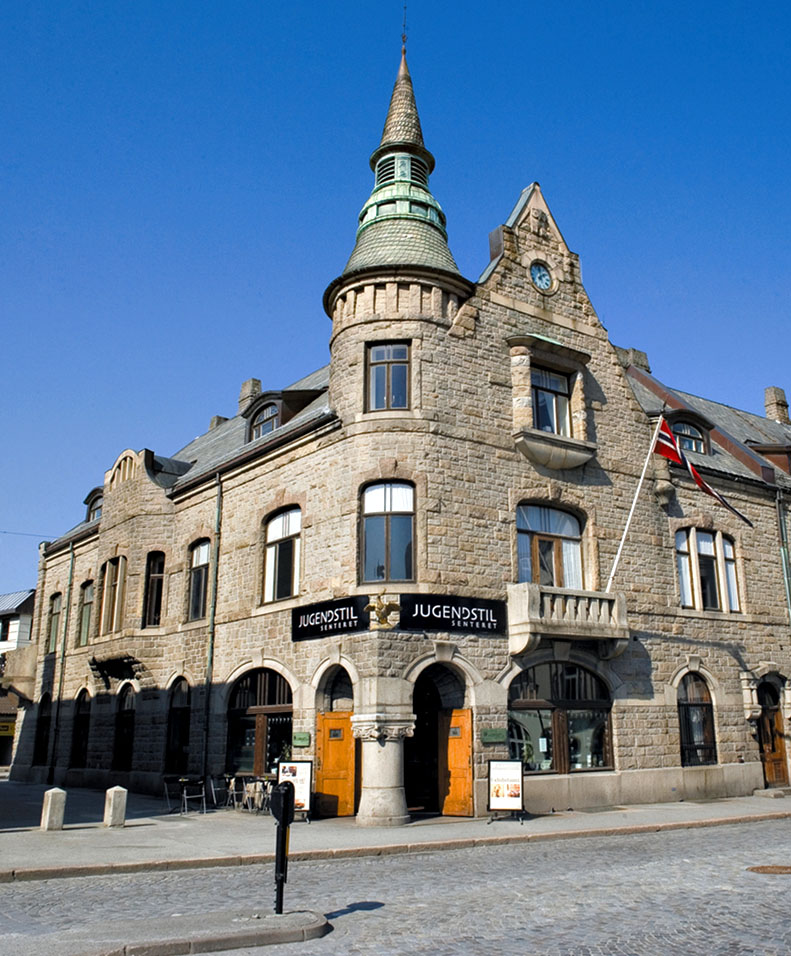